# 瓦杜摩爾多瓦鄉
47°23′N 26°22′E / 47.383°N 26.367°E
瓦杜摩爾多瓦鄉（羅馬尼亞語：Comuna Vadu Moldovei, Suceava），是羅馬尼亞的鄉份，位於該國東北部，由蘇恰瓦縣負責管轄，面積42平方公里，海拔高度328米，2002年人口4,617，人口密度每平方公里111人。